# أشلي بيج
أشلي بيج (بالإنجليزية: Ashley Page)‏ هو مصمم رقص بريطاني، ولد في أغسطس 1956 في روتشستر في المملكة المتحدة.